# Marcelo Melo
Marcelo Pinheiro Davi de Melo (Belo Horizonte, 23 september 1983) is een tennisser uit Brazilië. Hij speelt voornamelijk dubbel (mannendubbel en gemengd dubbel).
Zijn carrière als tennisser begon hij in 1992 op negenjarige leeftijd. In 2007 won hij samen met André Sá het dubbelspel op het toernooi van Estoril. Bovendien bereikte hij met Sá de halve finale op Wimbledon. Momenteel wordt Melo getraind door zijn broer Daniel Melo.
In september 2007 werd hij voor twee maanden geschorst wegens het gebruik van doping. Hij testte positief op het verboden middel isometheptine en werd hierdoor de internationale tennisfederatie ITF tot en met 9 november uitgesloten van deelname aan internationale toernooien. Zijn straf was mild, omdat niet bewezen was dat hij dit middel gebruikte om zijn prestaties te verhogen.

## Palmares
| Legenda                       | Legenda               |
| ----------------------------- | --------------------- |
| Grand Slam                    |                       |
| Olympische Spelen             |                       |
| tot 2009                      | vanaf 2009            |
| Tennis Masters Cup            | ATP Finals            |
| ATP Masters Series            | ATP Tour Masters 1000 |
| ATP International Series Gold | ATP Tour 500          |
| ATP International Series      | ATP Tour 250          |

### Dubbelspel
| Nr.                               | Datum             | Toernooi              | Ondergrond    | Partner              | Tegenstander in finale                    | Score                        |         |
| --------------------------------- | ----------------- | --------------------- | ------------- | -------------------- | ----------------------------------------- | ---------------------------- | ------- |
| gewonnen finales mannendubbelspel |                   |                       |               |                      |                                           |                              |         |
| 1.                                | 6 mei 2007        | ATP Estoril           | Gravel        | André Sá             | Martin Garcia Sebastián Prieto            | 3-6, 6-2, [10-6]             | details |
| 2.                                | 6 januari 2008    | ATP Adelaide          | Hardcourt     | Martin Garcia        | Chris Guccione Robert Smeets              | 6-3, 3-6, [10-7]             | details |
| 3.                                | 17 februari 2008  | ATP São Paulo         | Gravel        | André Sá             | Albert Montañés Santiago Ventura          | 4-6, 6-2, [10-7]             | details |
| 4.                                | 25 mei 2008       | ATP Pörtschach        | Gravel        | André Sá             | Julian Knowle Jürgen Melzer               | 7-5, 6-7(3), [13-11]         | details |
| 5.                                | 24 augustus 2008  | ATP New Haven         | Hardcourt     | André Sá             | Mahesh Bhupathi Mark Knowles              | 7-5, 6-2                     | details |
| 6.                                | 24 mei 2009       | ATP Kitzbühel         | Gravel        | André Sá             | Andrei Pavel Horia Tecău                  | 6-7(9), 6-2, [10-7]          | details |
| 7.                                | 22 mei 2010       | ATP Nice              | Gravel        | Bruno Soares         | Rohan Bopanna Aisam-ul-Haq Qureshi        | 1-6, 6-3, [10-5]             | details |
| 8.                                | 6 februari 2011   | ATP Santiago          | Gravel        | Bruno Soares         | Łukasz Kubot Oliver Marach                | 6-3, 7-6(3)                  | details |
| 9.                                | 12 februari 2011  | ATP São Paulo         | Gravel        | Bruno Soares         | Pablo Andújar Daniel Gimeno Traver        | 7-6(4), 6-3                  | details |
| 10.                               | 21 oktober 2012   | ATP Stockholm         | Hardcourt (i) | Bruno Soares         | Robert Lindstedt Nenad Zimonjić           | 6-7(4), 7-5, [10-6]          | details |
| 11.                               | 6 januari 2013    | ATP Brisbane          | Hardcourt     | Tommy Robredo        | Eric Butorac Paul Hanley                  | 4-6, 6-1, [10-5]             | details |
| 12.                               | 13 oktober 2013   | ATP Shanghai (1)      | Hardcourt     | Ivan Dodig           | David Marrero Fernando Verdasco           | 7-6(2), 6-7(6), [10-2]       | details |
| 13.                               | 11 januari 2014   | ATP Auckland          | Hardcourt     | Julian Knowle        | Alexander Peya Bruno Soares               | 4-6, 6-3, [10-5]             | details |
| 14.                               | 28 februari 2015  | ATP Acapulco (1)      | Gravel        | Ivan Dodig           | Mariusz Fyrstenberg Santiago González     | 7-6(2), 5-7, [10-3]          | details |
| 15.                               | 7 juni 2015       | Roland Garros         | Gravel        | Ivan Dodig           | Bob Bryan Mike Bryan                      | 6-7(5), 7-6(5), 7-5          | details |
| 16.                               | 11 oktober 2015   | ATP Tokio (1)         | Hardcourt     | Raven Klaasen        | Juan Sebastián Cabal Robert Farah Maksoud | 7-6(5), 3-6, [10-7]          | details |
| 17.                               | 18 oktober 2015   | ATP Shanghai (2)      | Hardcourt     | Raven Klaasen        | Simone Bolelli Fabio Fognini              | 6-3, 6-3                     | details |
| 18.                               | 25 oktober 2015   | ATP Wenen (1)         | Hardcourt (i) | Łukasz Kubot         | Jamie Murray John Peers                   | 4-6, 7-6(3), [10-6]          | details |
| 19.                               | 8 november 2015   | ATP Parijs (1)        | Hardcourt (i) | Ivan Dodig           | Vasek Pospisil Jack Sock                  | 2-6, 6-3, [10-5]             | details |
| 20.                               | 31 juli 2016      | ATP Toronto           | Hardcourt     | Ivan Dodig           | Jamie Murray Bruno Soares                 | 6-4, 6-4                     | details |
| 21.                               | 21 augustus 2016  | ATP Cincinnati        | Hardcourt     | Ivan Dodig           | Jean-Julien Rojer Horia Tecău             | 7-6(5), 6-7(5), [10-6]       | details |
| 22.                               | 30 oktober 2016   | ATP Wenen (2)         | Hardcourt (i) | Łukasz Kubot         | Oliver Marach Fabrice Martin              | 4-6, 6-3, [13-11]            | details |
| 23.                               | 2 april 2017      | ATP Miami             | Hardcourt     | Łukasz Kubot         | Nicholas Monroe Jack Sock                 | 7-5, 6-3                     | details |
| 24.                               | 14 mei 2017       | ATP Madrid            | Gravel        | Łukasz Kubot         | Nicolas Mahut Édouard Roger-Vasselin      | 7-5, 6-3                     | details |
| 25.                               | 18 juni 2017      | ATP Rosmalen          | Gras          | Łukasz Kubot         | Raven Klaasen Rajeev Ram                  | 6-3, 6-4                     | details |
| 26.                               | 25 juni 2017      | ATP Halle (1)         | Gras          | Łukasz Kubot         | Mischa Zverev Alexander Zverev            | 5-7, 6-3, [10-8]             | details |
| 27.                               | 16 juli 2017      | Wimbledon             | Gras          | Łukasz Kubot         | Oliver Marach Ivan Dodig                  | 5-7, 7-5, 7-6(2), 3-6, 13-11 | details |
| 28.                               | 5 november 2017   | ATP Parijs (2)        | Hardcourt (i) | Łukasz Kubot         | Ivan Dodig Marcel Granollers              | 7-6(3), 3-6, [10-6]          | details |
| 29.                               | 13 januari 2018   | ATP Sydney            | Hardcourt     | Łukasz Kubot         | Jan-Lennard Struff Viktor Troicki         | 6-3, 6-4                     | details |
| 30.                               | 24 juni 2018      | ATP Halle (2)         | Gras          | Łukasz Kubot         | Alexander Zverev Mischa Zverev            | 7-6(1), 6-4                  | details |
| 31.                               | 7 oktober 2018    | ATP Peking            | Hardcourt     | Łukasz Kubot         | Oliver Marach Mate Pavić                  | 6-1, 6-4                     | details |
| 32.                               | 14 oktober 2018   | ATP Shanghai (3)      | Hardcourt     | Łukasz Kubot         | Jamie Murray Bruno Soares                 | 6-4, 6-2                     | details |
| 33.                               | 24 augustus 2019  | ATP Winston-Salem     | Hardcourt     | Łukasz Kubot         | Nicholas Monroe Tennys Sandgren           | 6-7(6), 6-1, [10-3]          | details |
| 34.                               | 29 februari 2020  | ATP Acapulco (2)      | Gravel        | Łukasz Kubot         | Juan Sebastián Cabal Robert Farah Maksoud | 7-6(6), 6-7(4), [11-9]       | details |
| 35.                               | 1 november 2020   | ATP Wenen (4)         | Hardcourt (i) | Łukasz Kubot         | Jamie Murray Neal Skupski                 | 7-6(5), 7-5                  | details |
| 36.                               | 9 oktober 2022    | ATP Tokio (2)         | Hardcourt     | Mackenzie McDonald   | Juan Sebastián Cabal Robert Farah Maksoud | 7-6(5), 3-6, [10-7]          | details |
| 37.                               | 25 juni 2023      | ATP Halle             | Gras          | John Peers           | Simone Bolelli Andrea Vavassori           | 7–6(3), 3–6, [10–6]          | details |
| verloren finales mannendubbelspel |                   |                       |               |                      |                                           |                              |         |
| 1.                                | 15 juni 2008      | ATP Londen            | Gras          | André Sá             | Daniel Nestor Nenad Zimonjić              | 4-6, 6-7(3)                  | details |
| 2.                                | 1 maart 2009      | ATP Delray Beach      | Hardcourt     | André Sá             | Bob Bryan Mike Bryan                      | 4-6, 4-6                     | details |
| 3.                                | 14 juni 2009      | ATP Londen            | Gras          | André Sá             | Wesley Moodie Michail Joezjny             | 4-6, 6-7(3)                  | details |
| 4.                                | 26 juli 2009      | ATP Hamburg           | Gravel        | Filip Polášek        | Simon Aspelin Paul Hanley                 | 3-6, 3-6                     | details |
| 5.                                | 16 januari 2010   | ATP Auckland          | Hardcourt     | Bruno Soares         | Marcus Daniell Horia Tecău                | 5-7, 4-6                     | details |
| 6.                                | 1 augustus 2010   | ATP Gstaad            | Gravel        | Bruno Soares         | Johan Brunström Jarkko Nieminen           | 3-6, 7-6(4), [9-11]          | details |
| 7.                                | 26 september 2010 | ATP Metz              | Hardcourt (i) | Bruno Soares         | Dustin Brown Rogier Wassen                | 3-6, 3-6                     | details |
| 8.                                | 26 februari 2011  | ATP Acapulco          | Gravel        | Bruno Soares         | Victor Hănescu Horia Tecău                | 1-6, 3-6                     | details |
| 9.                                | 25 september 2011 | ATP Metz              | Hardcourt (i) | Lukáš Dlouhý         | Jamie Murray André Sá                     | 4-6, 6-7(7)                  | details |
| 10.                               | 23 oktober 2011   | ATP Stockholm         | Hardcourt (i) | Bruno Soares         | Rohan Bopanna Aisam-ul-Haq Qureshi        | 1-6, 3-6                     | details |
| 11.                               | 26 februari 2012  | ATP Memphis           | Hardcourt     | Ivan Dodig           | Maks Mirni Daniel Nestor                  | 6-4, 5-7, [7-10]             | details |
| 12.                               | 7 juli 2013       | Wimbledon             | Gras          | Ivan Dodig           | Bob Bryan Mike Bryan                      | 6-3, 3-6, 4-6, 4-6           | details |
| 13.                               | 23 februari 2014  | ATP Rio de Janeiro    | Gravel        | David Marrero        | Juan Sebastián Cabal Robert Farah         | 4-6, 2-6                     | details |
| 14.                               | 20 april 2014     | ATP Monte Carlo       | Gravel        | Ivan Dodig           | Bob Bryan Mike Bryan                      | 3-6, 6-3, [8-10]             | details |
| 15.                               | 10 augustus 2014  | ATP Toronto           | Hardcourt     | Ivan Dodig           | Alexander Peya Bruno Soares               | 4-6, 3-6                     | details |
| 16.                               | 5 oktober 2014    | ATP Tokio             | Hardcourt     | Ivan Dodig           | Pierre-Hugues Herbert Michał Przysiężny   | 3-6, 7-6(3), [5-10]          | details |
| 17.                               | 16 november 2014  | ATP World Tour Finals | Hardcourt (i) | Ivan Dodig           | Bob Bryan Mike Bryan                      | 7-6(5), 2-6, [7-10]          | details |
| 18.                               | 9 augustus 2015   | ATP Washington        | Hardcourt     | Ivan Dodig           | Bob Bryan Mike Bryan                      | 4-6, 2-6                     | details |
| 19.                               | 25 juni 2016      | ATP Nottingham        | Gras          | Ivan Dodig           | Dominic Inglot Daniel Nestor              | 5-7, 6-7(4)                  | details |
| 20.                               | 19 maart 2017     | ATP Indian Wells      | Hardcourt     | Łukasz Kubot         | Raven Klaasen Rajeev Ram                  | 7-6(1), 4-6, [8-10]          | details |
| 21.                               | 6 augustus 2017   | ATP Washington        | Hardcourt     | Łukasz Kubot         | Henri Kontinen John Peers                 | 6-7(5), 4-6                  | details |
| 22.                               | 15 oktober 2017   | ATP Shanghai          | Hardcourt     | Łukasz Kubot         | Henri Kontinen John Peers                 | 4-6, 2-6                     | details |
| 23.                               | 19 november 2017  | ATP Finals            | Hardcourt (i) | Łukasz Kubot         | Henri Kontinen John Peers                 | 4-6, 2-6                     | details |
| 24.                               | 7 september 2018  | US Open               | Hardcourt     | Łukasz Kubot         | Mike Bryan Jack Sock                      | 3-6, 1-6                     | details |
| 25.                               | 16 maart 2019     | ATP Indian Wells      | Hardcourt     | Łukasz Kubot         | Nikola Mektić Horacio Zeballos            | 6-4, 4-6, [3-10]             | Details |
| 26.                               | 23 juni 2019      | ATP Halle             | Gras          | Łukasz Kubot         | Raven Klaasen Michael Venus               | 6-4, 3-6, [4-10]             | Details |
| 27.                               | 6 oktober 2019    | ATP Peking            | Hardcourt     | Łukasz Kubot         | Ivan Dodig Filip Polášek                  | 3-6, 6-7(4)                  | Details |
| 28.                               | 13 oktober 2019   | ATP Shanghai          | Hardcourt     | Łukasz Kubot         | Mate Pavić Bruno Soares                   | 4-6, 2-6                     | Details |
| 29.                               | 27 oktober 2019   | ATP Wenen             | Hardcourt (i) | Łukasz Kubot         | Rajeev Ram Joe Salisbury                  | 4-6, 7-6(5), [5-10]          | Details |
| 30.                               | 18 oktober 2020   | ATP Keulen 1          | Hardcourt (i) | Łukasz Kubot         | Pierre-Hugues Herbert Nicolas Mahut       | 4-6, 4-6                     | Details |
| 31.                               | 9 januari 2022    | ATP Adelaide          | Hardcourt     | Ivan Dodig           | Rohan Bopanna Ramkumar Ramanathan         | 6–7(6), 1–6                  | Details |
| 32.                               | 21 mei 2022       | ATP Lyon              | Gravel        | Máximo González      | Ivan Dodig Austin Krajicek                | 3–6, 4–6                     | Details |
| 33.                               | 17 juli 2022      | ATP Newport           | Gras          | Raven Klaasen        | William Blumberg Steve Johnson            | 4–6, 5–7                     | Details |
| 34.                               | 6 augustus 2022   | ATP Los Cabos         | Hardcourt     | Raven Klaasen        | William Blumberg Miomir Kecmanović        | 1–6, 0–6                     | Details |
| 35.                               | 19 februari 2023  | ATP Rio de Janeiro    | Gravel        | Juan Sebastián Cabal | Máximo González Andrés Molteni            | 1–6, 6–7(3)                  | details |
| 36.                               | 14 april 2024     | ATP Monte Carlo       | Gravel        | Alexander Zverev     | Sander Gillé Joran Vliegen                | 7–5, 3–6, [5-10]             | details |
| gewonnen challengers              |                   |                       |               |                      |                                           |                              |         |
| 1.                                | 4 augustus 2002   | Belo Horizonte        | Hardcourt     | Daniel Melo          | Denis Golovanov Michael Joyce             | 6-3, 6-4                     |         |
| 2.                                | 24 juli 2005      | Bogota                | Gravel        | Brian Dabul          | Marcos Daniel Santiago González           | 6-4, 6-4                     |         |
| 3.                                | 30 juli 2006      | Campos Do Jordao      | Hardcourt     | André Sá             | Jacob Adaktusson Leonardo Mayer           | 7-6(1), 7-5                  |         |
| 4.                                | 6 augustus 2006   | Belo Horizonte        | Hardcourt     | André Sá             | Jean-Julien Rojer Marcio Torres           | 6-1, 6-4                     |         |
| 5.                                | 8 oktober 2006    | Quito                 | Gravel        | Rogério Dutra Silva  | Pablo Cuevas Horacio Zeballos             | 6-3, 6-4                     |         |
| 6.                                | 15 oktober 2006   | Medellin              | Gravel        | Andre Ghem           | Pablo Cuevas Horacio Zeballos             | walk-over                    |         |
| 7.                                | 22 oktober 2006   | Bogota                | Gravel        | André Sá             | Jean-Julien Rojer Eric Nunez              | 6-4, 7-6(5)                  |         |
| 8.                                | 1 april 2007      | Mexico-Stad           | Gravel        | Horacio Zeballos     | Ramón Delgado André Sá                    | 6-4, 6-2                     |         |
| 9.                                | 8 april 2007      | San Luis Potosi       | Gravel        | Jérémy Chardy        | Jorge Aguilar Pablo Gonzalez              | 6-0, 6-3                     |         |
| 10.                               | 22 april 2007     | Bermuda               | Gravel        | André Sá             | Benedikt Dorsch Serhij Stachovsky         | 6-2, 6-4                     |         |
| 11.                               | 18 november 2007  | Buenos Aires          | Gravel        | Sebastián Prieto     | Brian Dabul Máximo González               | 6-4, 7-6                     |         |

### Gemengd dubbelspel
| Nr.                                 | Datum       | Toernooi      | Ondergrond | Partner    | Tegenstander in finale | Score            |         |
| ----------------------------------- | ----------- | ------------- | ---------- | ---------- | ---------------------- | ---------------- | ------- |
| verloren finales gemengd dubbelspel |             |               |            |            |                        |                  |         |
| 1.                                  | 5 juni 2009 | Roland Garros | gravel     | Vania King | Liezel Huber Bob Bryan | 7-5, 6-7, [7-10] | details |

## Resultaten grandslamtoernooien
| Legenda | Legenda                          |
| ------- | -------------------------------- |
| g.t.    | geen toernooi gehouden           |
| l.c.    | lagere categorie                 |
| –       | niet deelgenomen                 |
| G       | uitgeschakeld in de groepsfase   |
| 1R      | uitgeschakeld in de eerste ronde |
| 2R      | uitgeschakeld in de tweede ronde |
| 3R      | uitgeschakeld in de derde ronde  |
| 4R      | uitgeschakeld in de vierde ronde |
| KF      | uitgeschakeld in de kwartfinale  |
| HF      | uitgeschakeld in de halve finale |
| F       | de finale verloren               |
| W       | het toernooi gewonnen            |
| w-v     | winst/verlies-balans             |

### Enkelspel
Melo speelde in het enkelspel nooit op een grandslamtoernooi.

### Mannendubbelspel
| Grandslamtoernooien  |      |      |      |      |      |      |      |      |      |      |      |      |      |      |      |      |      |
| Australian Open      | –    | 1R   | 2R   | 1R   | 1R   | 1R   | 1R   | 3R   | HF   | 3R   | 3R   | KF   | –    | 2R   | 3R   | 2R   | –    |
| Roland Garros        | 2R   | 2R   | 1R   | KF   | 2R   | KF   | 3R   | 3R   | W    | HF   | 2R   | 3R   | 3R   | 2R   | 1R   | 2R   | 3R   |
| Wimbledon            | HF   | 3R   | 2R   | 2R   | 2R   | KF   | F    | KF   | KF   | 3R   | W    | 2R   | KF   | g.t. | KF   | 2R   | 3R   |
| US Open              | KF   | 3R   | 2R   | 3R   | 2R   | 3R   | HF   | HF   | 1R   | 1R   | 2R   | F    | 3R   | 1R   | 1R   | 2R   | 1R   |
| ATP Finals           |      |      |      |      |      |      |      |      |      |      |      |      |      |      |      |      |      |
| ATP Finals           | –    | –    | –    | –    | –    | –    | HF   | F    | HF   | G    | F    | G    | HF   | G    | –    | –    |      |
| ATP Masters 1000     |      |      |      |      |      |      |      |      |      |      |      |      |      |      |      |      |      |
| Indian Wells         | –    | 1R   | 2R   | 1R   | 1R   | –    | KF   | KF   | HF   | 1R   | F    | 1R   | F    | g.t. | HF   | 1R   | 1R   |
| Miami                | –    | 2R   | 1R   | 1R   | 1R   | 2R   | 2R   | 2R   | HF   | 2R   | W    | 1R   | HF   | g.t. | 1R   | 2R   | 2R   |
| Monte Carlo          | –    | 2R   | 1R   | –    | –    | 2R   | 1R   | F    | HF   | HF   | KF   | 2R   | KF   | g.t. | 1R   | KF   | 1R   |
| Madrid               | –    | 2R   | 2R   | –    | 2R   | KF   | 1R   | 2R   | 2R   | HF   | W    | KF   | KF   | g.t. | 2R   | 1R   | 2R   |
| Hamburg              | –    | 2R   | l.c. | l.c. | l.c. | l.c. | l.c. | l.c. | l.c. | l.c. | l.c. | l.c. | l.c. | l.c. | l.c. | l.c. | l.c. |
| Rome                 | –    | 1R   | 2R   | –    | –    | –    | –    | KF   | KF   | 2R   | KF   | KF   | HF   | 1R   | 1R   | 1R   | 1R   |
| Montreal/Toronto     | –    | –    | 2R   | 1R   | –    | 2R   | KF   | F    | 2R   | W    | 2R   | 2R   | 1R   | g.t. | 2R   | 1R   | 1R   |
| Cincinnati           | –    | –    | 2R   | 1R   | –    | HF   | 1R   | 2R   | HF   | W    | HF   | KF   | KF   | 2R   | 1R   | 1R   | KF   |
| Shanghai             | g.t. | g.t. | –    | –    | –    | HF   | W    | KF   | W    | 2R   | F    | W    | F    | g.t. | g.t. | g.t. | 1R   |
| Parijs               | –    | KF   | 1R   | 1R   | KF   | HF   | HF   | 2R   | W    | HF   | W    | KF   | 1R   | HF   | 2R   | –    |      |
| Olympische Spelen    |      |      |      |      |      |      |      |      |      |      |      |      |      |      |      |      |      |
| Olympische Spelen    | g.t. | 2R   | g.t. | g.t. | g.t. | KF   | g.t. | g.t. | g.t. | KF   | g.t. | g.t. | g.t. | g.t. | 1R   | g.t. | g.t. |
| Statistieken         |      |      |      |      |      |      |      |      |      |      |      |      |      |      |      |      |      |
| Totaal aantal titels | 1    | 4    | 1    | 1    | 2    | 1    | 2    | 1    | 6    | 3    | 6    | 4    | 1    | 2    | 0    | 1    | 1    |
| Eindejaarsranking    | 34   | 19   | 36   | 39   | 27   | 18   | 6    | 6    | 1    | 8    | 1    | 9    | 7    | 10   | 29   | 39   |      |

### Gemengddubbelspel
| Grandslamtoernooien |      |      |      |      |      |    |      |      |      |    |      |      |      |      |    |      |      |
| Australian Open     | –    | 1R   | KF   | HF   | 1R   | 1R | 1R   | 1R   | KF   | –  | –    | –    | –    | 1R   | 2R | –    | –    |
| Roland Garros       | –    | 2R   | F    | –    | KF   | –  | HF   | –    | –    | –  | –    | –    | –    | g.t. | –  | –    | –    |
| Wimbledon           | 2R   | 1R   | 2R   | HF   | 1R   | 2R | 3R   | –    | –    | –  | –    | –    | –    | g.t. | –  | –    | –    |
| US Open             | –    | 2R   | 1R   | –    | –    | –  | KF   | –    | –    | –  | –    | –    | –    | g.t. | 1R | –    | 1R   |
| Olympische Spelen   |      |      |      |      |      |    |      |      |      |    |      |      |      |      |    |      |      |
| Olympische Spelen   | g.t. | g.t. | g.t. | g.t. | g.t. | –  | g.t. | g.t. | g.t. | KF | g.t. | g.t. | g.t. | g.t. | 1R | g.t. | g.t. |